# زلزال فورت تيجون 1857
زلزال حصن تيجون، 9 يناير 1857 في كاليفورنيا الوسطي وكاليفورنيا الجنوبية. هذا الزلزالِ حدث على تمزق (صدع) سان أندريس، التمزق الذي إنفتق بدأ من باركفيلد Parkfield (في كولايم فالي) إلى رايتوود (حوالي مسافة 300 كيلومتر)، الموقع 35° 43' شمال، 120° 19' غرب ؛ نتج عن الزلزال إزاحة أفقية بمقدار 9 أمتار على امتداد سهول كاريزو Carrizo. تسبب الزلزال بمقتل ضحية واحدة. مقارنة هذا الزلزال مع زلزال سان فرانسيسكو، الذي حدث أيضا على صدع سان أندريس في 18 أبريل 1906، تظهر أن مسافة التمزق في 1906 كانت أطول، بينما كانت قيمة الإزاحة القصوى والمتوسطة في 1857 أكبر.
الخسائر المادية كانت عالية جدا في حصن تيجون، وهو موقع عسكري يبعد حوالي 7 كيلومترات من تمزق سان أندريس. تم إعلان بنايتين خطرتين، ثلاثة بنيات أتلفت. على بعد 20 كيلومتر غرب الحصن، اقتلعت الأشجار، وتحطمت المباني بين الحصن وبحيرة إليزابيث. قتل شخص واحد في انهيار أحد المنازل في غورمان. الاهتزاز القوي دام من دقيقة إلى 3 دقائق.
تم الإبلاغ عن حالات انهدام جرفية، انشقاقات صخرية، عصف رملي، وتغييرات هيدروجيولوجية من ساكرامينتو إلى دلتا كولورادو النهرية. الشقوق الأرضية لوحظت في لوس أنجليس، سانتا آنا، وأنهار سانتا كلارا في سانتا باربرة. حالات العصف الرملي حدثت في سانتا باربرة وفي سهول تصريف فيضانات نهر سانتا كلارا.
لوحظ أيضا تغير في تدفق الجداول والينابيع مناطق سان دياغو، سانتا باربرة، إيزابيلا، وفي طرف جنوبي سان جوكين فالي. طافت مياه بحيرة كيرن، في لوس أنجليس، وأنهار موكولومي، وتجاوزت ضفافها. تم التبليغ عن تغييرات في تدفق الماء في الآبار في سانتا كلارا فالي في شمال كاليفورنيا.
شُعر بالهزة في المنطقة من جنوب ماريسفيل إلى سان دياغو وشرق إلى لاس فيغاس، نيفادا. عدة هزات استباقية حدثت قبل الهزة الرئيسية بفترات تراوحت من ساعة إلى 9 ساعات. العديد من الهزات الارتدادية حدثت بعد ذلك، وإثنتان منهما، 9 يناير و16 يناير، كانتا كبيرتين على نحو واسع.